# Lactista gibbosus
Lactista gibbosus är en insektsart som beskrevs av Henri Saussure 1884. Lactista gibbosus ingår i släktet Lactista och familjen gräshoppor. Inga underarter finns listade i Catalogue of Life.